# Nicholas Fairfax
Pour les articles homonymes, voir Fairfax.
Nicholas John Albert Fairfax, 14e lord Fairfax of Cameron, né le 4 janvier 1956, est un homme politique britannique.
Avocat et homme d'affaires du monde maritime, il étudie à l'université de Cambridge (MA, LLB) avant d'entrer au Gray's Inn.
Il hérite du titre en 1964 au décès de son père, Thomas Fairfax (13e lord Fairfax de Cameron).